# Plymouth, Devonport and South Western Junction Railway
Plymouth, Devonport and South Western Junction Railway (PD&SWJR) (железная дорога Плимута, Девонпорта и Юго-Западная соединительная) — английская железнодорожная компания, построившая линию между Лидфордом и Девонпортом в графстве Девон, благодаря чему Лондонская и Юго-Западная железная дорога (LSWR) могла доводить поезда до Плимута более удобным путём.
На этой линии LSWR работала как на своей, а PD&SWJR взяла рудную железную дорогу Восточного Корнуолла, соединявшую Келли-Брей с Кэлстоком, и связала её с главым ходом на станции Бер-Альстон. Эта дорога называлась Кэллингтонской веткой, и PD&SWJR работала на ней через дочернюю компанию.
В 1960-х годах основной ход от Лидфорда был закрыт, западный конец Кэллингтонской ветки тоже, но участок от станции Сент-Будо до Ганнислейка работает с пассажирами как железная дорога долины Тамар.

## История

### Железная дорога к Плимуту через Южный Девон
Большая западная железная дорога (GWR) и её сателлиты Бристольская и Эксетерская и железная дорога Южного Девона (SDR) соединили Лондон с Плимутом в 1849 году, создав таким образом преобладание ширококолейных дорог в этом районе. В 1859 году открылась линия, соединявшая Тависток с линией SDR близ Плимута — железная дорога Тавистока и Южного Девона, поглощённая SDR в 1865 году. Аффилированная компания Launceston and South Devon Railway протянула эту ветку через Лидфорд к Лончестону. Вся линия от Лончестона до Плимута находилась под управлением SDR.
Их конкурент — Лондонская и Юго-Западная компания (LSWR) — также намеревалась достигнуть Плимута, но с севера, от Эксетера через Окгэмптон, поощряя строить эту линию дружественную ей железнодорожную компанию Девона и Корнуолла. 1 января 1872 года LSWR поглотила меньшую компанию. Этот путь проходил по сложному рельефу и малонаселённой местности, и поначалу ограничился Лидфордом, где заканчивался конечной станцией близ соответствующего вокзала SDR в 1876 году.
Несмотря на несколько разочаровывающий результат, линия позволила торговаться с SDR, избегая долгой и трудной парламентской тяжбы; частью соглашения был пункт, по которому D&CR отказывалась от продолжения линии, а SDR взамен давала ей право пользования своей линией между Лидфордом и Девонпортом и соглашалась построить в Плимуте соединительную ветку (т. н. Корнуолскую петлю) и станцию на улице Норд-Роуд. LSWR построила конечную станцию в Девонпорте со въездом с восточной стороны, и её пассажирские поезда проезжали с востока на запад через станцию Норд-Роуд и по Корнуольской петле достигали конечной станции в Девонпорте. В то же время была построена Плимутская товарная станция с восточной стороны города, у Фрайери.
Полагаться на услуги конкурента была неблагоразумно: SDR, разумеется, отдавала приоритет своим поездам, а Тавистокская линия была типичной боковой веткой с крутыми поворотами и уклонами. С каждого шиллинга, заработанного LSWR на путях SDR, последняя получала 10½ пенсов (87.5%). LSWR при этом продолжала удвоение путей в Девоншире, и однопутка SDR, занятая, вдобавок, её собственными поездами, становилась узким местом

### Предложения о соединительной ветке

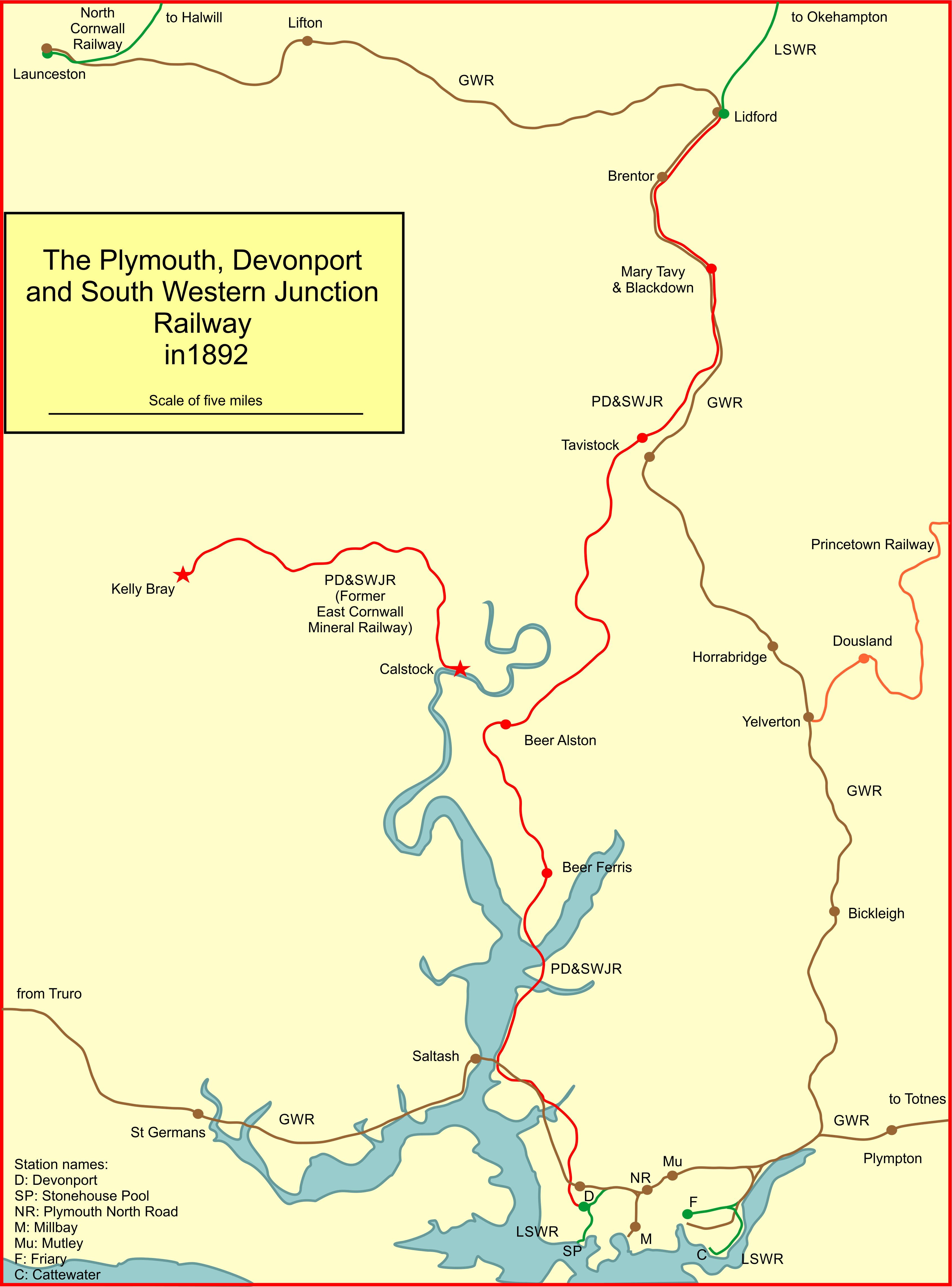
PD&SWJR в 1892 году

Devon and Cornwall Central Railway для местных нужд получила в Парламенте 18 августа 1882 года Акт, разрешающий строительство линии от Лидфорда до Кэлстока на соединение с короткой рудничной железной дорогой Восточного Корнуолла (ECMR), на покупку этой дороги и приведение её к общему железнодорожному стандарту. Таким образом, D&CCR достигла реки Тамар у Кэлстока и Кэллингтона.
В сессию 1883 года D&CCR добивалась полномочий на продление линии от Ганнислейка через Бир-Альстон и Тамертон-Фолиот к Девонпортской конечной станции LSWR. Эта линия давала бы LSWR альтернативный маршрут до Плимута.
В ту же сессию Plymouth, Devonport and South Western Junction Railway (PD&SWJR) испрашивала разрешения соединить Лидфорд и Девонпорт через Тависток и Бир-Феррис и построить несколько других соединительных веток с другими линиями, в том числе с линией D&CCR, разрешённой в 1882 году.
Предложение D&CCR не привлекло много сторонников, потому что в стремлении не столкнуться с лоббизмом со стороны SDR, их проект не проходил через Тависток. Билль, подготовленный PD&SWJR, прошёл успешно и получил королевскую санкцию 25 августа 1883 года. Акт подтверждал:
- капитализацию в 750 000 фунтов,
- новую независимую линию в Плимуте, соединявшую Фрайери с Девонпортом и крупной станцией Плимут-Центральная восточнее Тависток-роуд;
- соединительную линию между Девонпортом и Лидфордом;
- ветку к линии D&CCR по Акту 1882 года в районе Кэлстока;
- ветку к докам в Девонпорте.

Также дороге было разрешено пользоваться короткими подъездными путями к порту Плимута, принадлежавшими LSWR. Соглашение с LSWR было заключено на 50% брутто-выручки. Акт от 7 августа 1884 года разрешил покупку D&CCR, отказ от обслуживания линии между Лидфордом и Кэлстоком и обязал PD&SWJR через год по открытии движения в Девонпорт выкупить рудную дорогу Восточного Корнуолла (East Cornwall Mineral Railway).

### Постройка
Строительство главной линии представляло значительные инженерные трудности из-за неудобного рельефа; лопаты вонзились в землю лишь 29 марта 1887 года. Общая сумма контракта с выкупом земли составила 793 000 фунтов.
В Тавистоке станцию запланировали на Лончестон-роуд у северной границы города, но местные жители успешно протестовали и заставили изменить расположение станции, что добавило к смете ещё 2000 фунтов.
На линии длиной 22 мили (35 км) было три тоннеля, семь виадуков и 76 мостов. Особые трудности представляли вход в Девонпорт с запада через населённый район и клинья наносимой приливом топкой почвы в южной части линии.

### Открытие
Майор Мариндин из Бюро торговли инспектировал линию 23 апреля 1890 года и нашёл недостатки. Товарное движение, не требовавшее их устранения, началось 12 мая того же года, а пассажирское — 1 июня.
Этот маршрут Лондон — Плимут был на 16 миль (26 км) короче, чем у GWR, поезда которой до 1906 года ходили через Бристоль. Экспресс LSWR с вокзала Ватерлоо, отправлявшийся в 11:00, прибывал на станцию Плимут-Норд-Роуд в 16:45.
1 июля 1891 года открылся пассажирский терминал LSWR Фрайери. До того поезда LSWR пользовались линией SDR через Тависток, проходили через Плимут с востока на запад, останавливались на станциях Мутли и Плимут-Норд-Роуд, принадлежавших GWR, и прибывали на конечную станцию Девонпорт. Теперь Девонпорт стал промежуточной станцией, Плимут пересекали с запада на восток (останавливаясь по-прежнему на Плимут-Норд-Роуд и Мутли) и прибывали на конечную станцию Фрайери. В связи с этим была усовершенствована и станция Фрайери-товарная, товарные поезда LSWR также проходили через Плимут-Норд-Роуд.
В это время линия GWR между Эксетером и Пензансом была ещё ширококолейной с комбинированной колеёй там, где этого требовали поезда LSWR, но широкая колея доживала последние дни, и в мае 1892 года колею перешили. С 20 на 21 мая 1892 года прошёл первый ночной почтовый поезд GWR на узкой колее с паддингтонского вокзала до Плимута по Окгэмптонской ветке LSWR и по линиям PD&SWJR, а с 23 на 24 мая GWR вернулась на свой прежний, теперь перешитый на стандартную колею, маршрут.

### Пригородное движение вокруг Плимута
LSWR энергично развивала пригородные поезда в агломерации Плимута. Поезд с частыми остановками шёл от Фрайери и Сент-Будо. С 1872 года на улицах Плимута развивался трамвай, который был конкурентом этим поездам, тем более сильным, когда в 1899 году трамвай был электрифицирован. LSWR ответила на это вводом в эксплуатацию 26 сентября 1906 года паровых вагонов. 1 ноября того же года число остановок увеличили. Маршруты эти стали популярны, и нередко маловместительные паровые вагоны приходилось заменять полноценными поездами. Тем не менее, уличный городской транспорт возобладал, и железная дорога переключилась на более далёкое пригородное сообщение.

### Ликвидация Лидфордского соединения
В 1915 году соединительная линия между главными ходами LSWR и GWR была разобрана, остались только перегрузочные ветки.

## Кэллингтонская ветка
Рудная железная дорога Восточного Корнуолла (ECMR) построила линию узкой колеи от Келли-Брэй до порта Кэлсток (на реке Тамар), связанную с добычей минерального сырья. От этой короткой ветки до PD&SWJR было всего лишь 4 мили (6,4 км), и более крупная дорога по Акту 1884 года получила право выкупить ECMR и присоединить её. Осуществить своё право дорога не торопилась, и разрешение построить соединительную линию и работать с пассажирами на ECMR (кроме спуска к тамарскому порту) получила только 12 июля 1900 года. Колея этой лёгкой железной дороги составляла 3 ф. 6 д. (1066,80 мм), смета — 74 014 фунтов из-за необходимости постройки высокого моста через реку Тамар.
Акции на этот проект продавались вяло, и в итоге его профинансировала LSWR под гарантию 3% доли. Парламент Актом от 23 июня 1902 года одобрил создание лёгкой железной дороги Бер-Альстона и Кэлстока с капиталом 135 000 фунтов. 12 октября 1905 года было получено разрешение на применение стандартной колеи и перешивку существующей рудной железной дороги Восточного Корнуолла (ECMR)

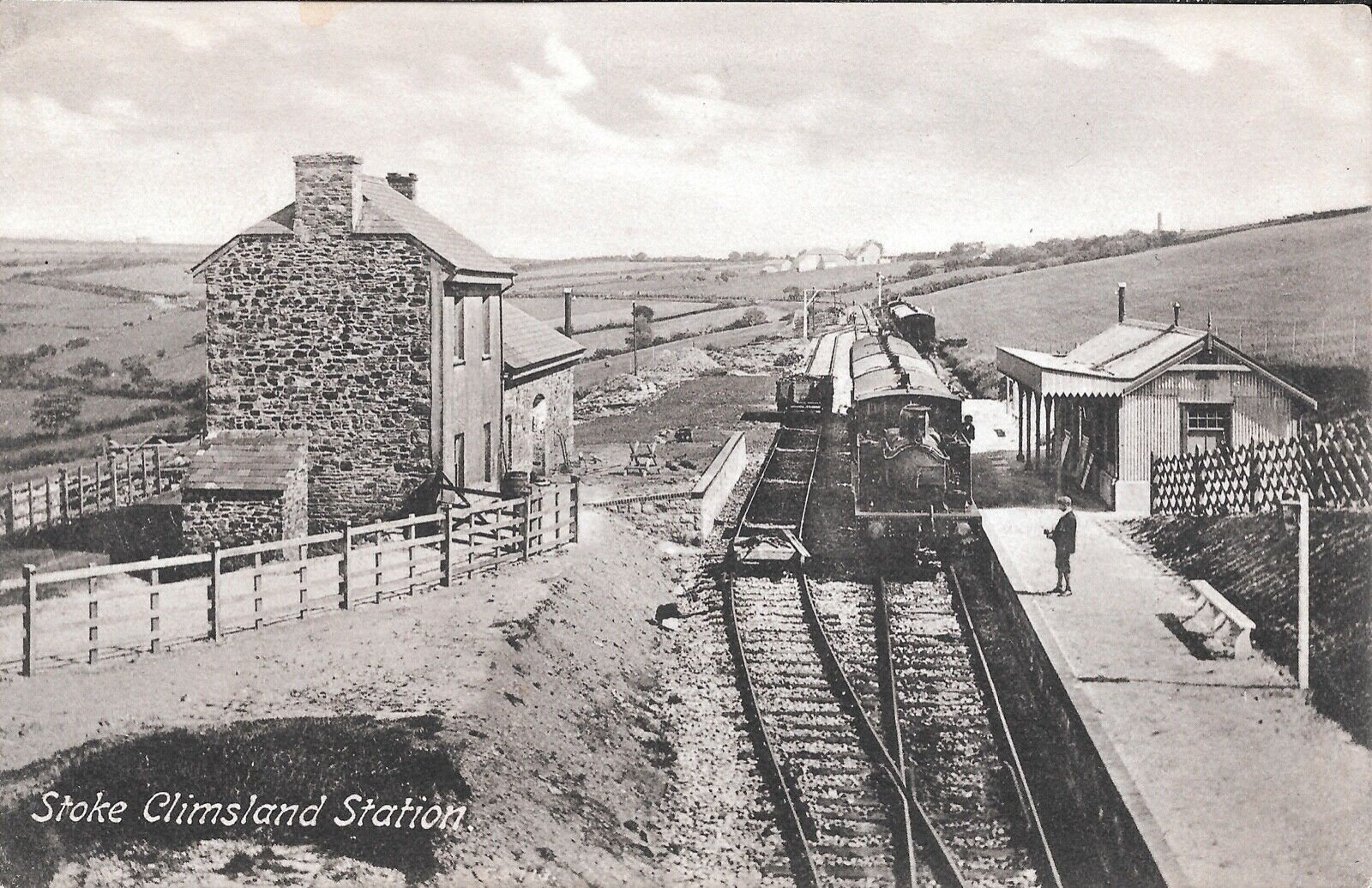
Станция Сток-Климсленд

Общее наблюдение за проектированием линии осуществлял полковник Стивенс, консультировали Гэлбрейт и Чёрч. Пересечение реки Тамар у Кэлстока было высоким, и постройка его затянулась до 2 марта 1908 года. Старую линию ECMR перешили всего за два дня. Прежде на спуске к порту у Кэлстока использовали канатную лебёдку, теперь вместо неё построили вагоноподъёмник.
LSWR предлагали работать на этой линии, но те посоветовали PD&SWJR быть её оператором самостоятельно, что и было сделано.
Список пассажирских станций:
- Бер-Альстон (на главном ходу),
- Кэлсток,
- Ганнислейк (на месте бывшего Дрейкуоллского депо),
- Чилсуорти (открыта 1 июня 1909 года),
- Лэтчли,
- Семь Камней (открыта 15 июня 1910 года, закрыта в сентябре 1917-го),
- Сток-Климсленд (быв. Монаший Угол, переименована в Лакетт 1 ноября 1909 года),
- Кэллингтон-роуд (быв. Келли-Брэй)[4].

На дороге было 4 пассажирских поезда и короткий рабочий от Бер-Альстона до Ганнислейка, вскоре пассажиропоток увеличился. Товарное движение перевозка минерального сырья при этом падали, и в 1912 году оператор вагоноподъёмника обанкротился оттого, что лифт слишком мало использовался.
Планировалось удлинить линию от Кэллингтон-Роуд до самого Кэллингтона и дальше к Конгдон-Шопу, на что было получено разрешение 11 февраля 1909 года, но строительство так и не начали. Аналогичные проекты предлагались и позже, но не доходили даже до стадии разрешения.
На главном ходу PD&SWJR LSWR работала, как будто на собственном, но на Кэллингтонской ветке PD&SWJR распоряжалась совершенно самостоятельно.

## После 1923 года
Парламентский Акт о железных дорогах 1921 года постановил укрупнение большинства железных дорог Великобритании в 4 группы. PD&SWJR была определена в Южную группу. В действительности для пущего удобства её сначала влили в LSWR 11 декабря 1922 года, а уже LSWR стала частью Southern Railway с 1 января 1923-го.
Маршрут PD&SWJR был слишком далёк от главных линий Southern Railway, чтобы подвергнуться значительным переменам. Тем временем свой пассажирский поезд в Плимут значительно улучшила GWR, и SR решила, что обслуживание Илфракомбской ветки будет более выгодно. В 1925 году между Брайдстоувом и Фордом было установлено постоянное ограничение скорости 40 миль/ч (64 км/ч), чтобы сэкономить на содержании пути.
В 1926 году на месте береговой батареи Эрнесеттл близ линии PD&SWJR к северу от моста короля Альберта Адмиралтейство начало строить склад вооружений Флота Его Величества. На складе была узкоколейная дорога, а к общей сети его присоединили только 3 июля 1938 года.
Во время Второй мировой войны район Плимута подвергался активным бомбардировкам. 2 марта 1941 года открылось соединение Бер-Альстонской линии с главным ходом GWR в Сент-Будо, посредством которого поезда Южной железной дороги могли пользоваться путями Большой Западной. Разобранное в 1915 году Лидфордское соединение было восстановлено 30 мая 1943 года.
20 июня 1947 года Southern Railway ввела пульмановский поезд «Краса Девона» (англ. the Devon Belle) по маршруту Ватерлоо — Плимут через Илфракомбскую ветку. Но дело не пошло, и в конце летнего сезона 1949 года Плимутский участок был отрезан.

## Частичные закрытия

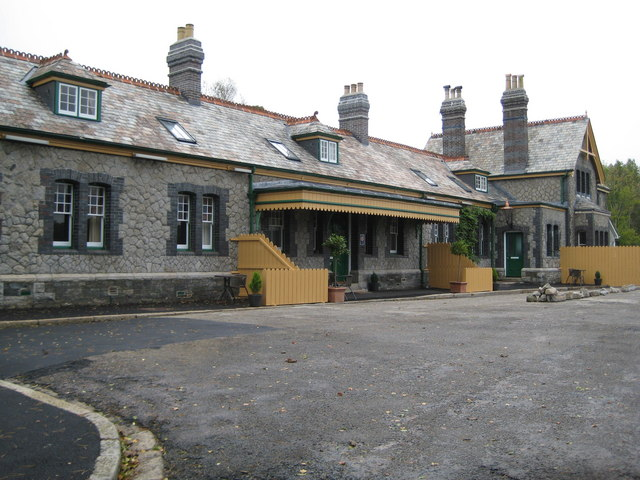
Станция Тависток-Северная (2008)

Общий рост шоссейного транспорта в 1950-е годы привёл к упадку железнодорожных перевозок, что вызвало необходимость закрывать ветки. Отчёт 1963 года под заголовком «Переделка Британских железных дорог» (англ. the Reshaping of British Railways привёл к применению так называемого Бичингова топора, в результате чего с 5 сентября 1964 года Экспрессы Атлантического Побережья были приостановлены, а линия PD&SWJR переведена во второстепенные, товарное движение заметно сократилось. С 7 сентября 1964 года закрыта линия между Сент-Будто-узловая и Девонпорт-узловая, все поезда с Тавистокской ветки переведены на пути GWR. Тупик на станцию Девонпорт-Кингз-роуд работал в качестве почтового до 7 марта 1971 года.
Линия между станциями Ганнислейк и Кэллингтон закрыта 5 ноября 1966 года, от Бер-Альстона до Лидфорда вместе с остатком линии к Окгэмптону — 6 мая 1968-го. Остающаяся часть PD&SWJR работает под названием железная дорога долины реки Тамар с местными пассажирами по маршруту Плимут — Ганнислейк. Путевое развитие в Ганнислейке вынуждает разворачивать поезда в Бер-Альстоне.

## Маршрут
Станции
- Лидфорд (LSWR),
- Брентор,
- Тависток, с 26 сентября 1949 Тависток-северная,
- Бир-Альстон,
- Бир-Феррис,
- Тамертон-Фолиот (открыта 22 декабря 1897),
- Сент-Будо, с 26 сентября 1949 Сент-Будто-Виктория-роуд,
- остановочный пункт Вестон-Милл (1 ноября 1906 — сентябрь 1921),
- о. п. Голова Верблюда (1 ноября 1906 — 4 мая 1942),
- Форд,
- о. п. Альберт-роуд (1 октября 1906 — 13 января 1947),
- Девонпорт (LSWR), с 26 сентября 1949 Девонпорт-Кингз-роуд[3].

## Паровозы

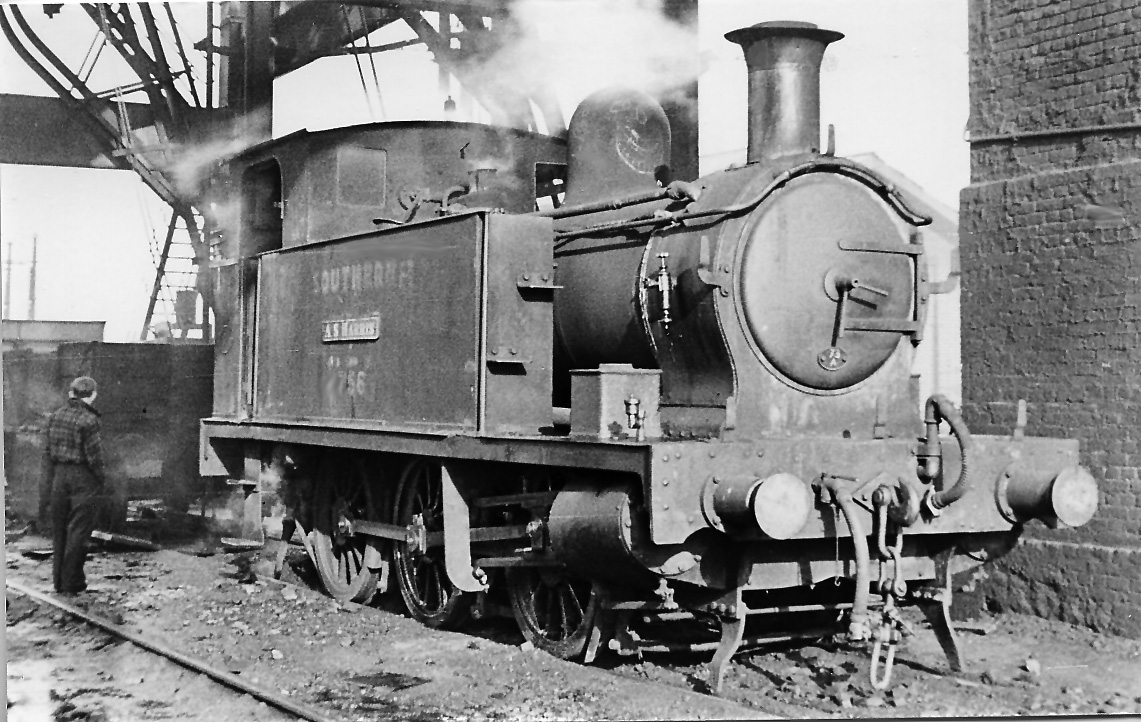
Паровоз № 3 в свои последние годы

Для продления линии в 1908 году фирме Hawthorn Leslie and Company  были заказаны три новых паровоза, а один из узкоколейных паровозов Neilson and Company East Cornwall Mineral Railway переделан на стандартную колею.
| Номер PD&SWJR | Имя                    | Номер LSWR | Осевая формула | Диаметр движущих колёс | Диаметр цилиндров и ход поршня  | Давление в котле                  | Примечания                            |
| ------------- | ---------------------- | ---------- | -------------- | ---------------------- | ------------------------------- | --------------------------------- | ------------------------------------- |
| 3             | A. S. Harris           | 756        | 0-3-0-танк     | 3 ф. 10 д. (1168 мм)   | 14 ″ (355,6 мм) x 22 ″ (559 мм) | 170 фунтов на кв. дюйм (1,17 МПа) |                                       |
| 4             | Earl of Mount Edgcumbe | 757        | 0-3-1-танк     | 4 ф. 0 д. (1219 мм)    | 16 ″ (406 мм) x 24 ″ (610 мм)   | 170 фунтов на кв. дюйм (1,17 МПа) |                                       |
| 5             | Lord St Levan          | 758        | 0-3-1-танк     | 4 ф. 0 д. (1219 мм)    | 16 ″ (406 мм) x 24 мм (1 ″)     | 170 фунтов на кв. дюйм (1,17 МПа) |                                       |
|               | Kelly                  | -          | 0-2-1-танк     | 3 ф. 1 д. (940 мм)     | 10 ″ (254 мм) x 18 ″ (457 мм)   | 90 фунтов на кв. дюйм (0,62 МПа)  | перестроен из ECMR №2 Neilson 0-2-1ST |

Паровозы Hawthorn Leslie были синие с медного цвета кожухом сухопарника и оголовком трубы После поглощения LSWR паровозы №№ 3–5 были в течение нескольких месяцев перекрашены в ливрею LSWR и перенумерованы в №№ 756–8; последним был № 757 Earl of Mount Edgcumbe (октябрь 1923 года). Перекраска в ливрею SR состоялась в марте 1926 — апреле 1927 годов, к номерам приписали букву E, означающую, что за ремонт этих паровозов ответственно депо Eastleigh Works |ремонт паровозов в Кэллингтоне прекратился в середине 1923 года). При перенумерации 1931 года букву E убрали. В мае 1949 года № 757 получил ливрею и номер British Railways 30757, с паровозом № 758 (30758) это произошло в декабре 1950 года, а № 756 списали без перенумерации в октябре 1951 года. №№ 30757 и 30758 списали в декабре 1957 и декабре 1956 годов соответственно.

## Планы по восстановлению
Главная линия Эксетер—Ньютон-Эббот через Долиш в начале 2014 года несколько недель бездействовала из-за погодных условий, после чего было предложено реконструировать линию Эксетер—Кредитон—Окгэмптон—Тависток—Сент-Будо в качестве резервной. Критика сосредоточилась на чрезмерной стоимости этого проекта (хотя конкретных сумм не названо) и на том, что линия обходит Торбей. Крупнейшими населёнными пунктами, которые эта линия обслуживала бы, являются Тависток (население 12 627) и Окгэмптон (7138).

## Внешние ссылки
- Bere Alston & Calstock Light Railway (Colonel Stephens Society)
- Plymouth, Devonport & SWJ (The Colonel Stephens Railway Museum)
- Plymouth, Devonport & South Western Junction Railway (Encyclopaedia of Plymouth History)
- Plymouth Devonport & South Western Junction Railway - Callington Branch (Bruce Hunt)
- An Outline History of the Plymouth, Devonport & South Western Junction Railway (Chris Osment)